# 丹南町
丹南町（たんなんちょう）は、兵庫県の中部に存在した町。旧多紀郡。
篠山口駅や丹南篠山口インターチェンジを抱え、旧篠山町への玄関口として機能していた。また阪神間や大阪へのアクセスも良いため、1990年代は隣接の自治体が人口減に悩んでいた一方で、丹南町はニュータウンの開発により人口を大きく増加させてきた。合併までの10年間に人口をおよそ4千人程度増加させている。
1999年4月1日に篠山町・今田町・西紀町の3町と合併し、篠山市となったため消滅した。
丹南町の町名は丹波地域の南に位置していることに由来している。

## 地理
- 山: 白髪岳 (722m)、黒頭峰 (621m) など
- 河川: 篠山川など

### 隣接していた自治体
三田市、多紀郡今田町、同郡西紀町、同郡篠山町、氷上郡山南町、同郡柏原町

## 歴史
鎌倉時代から室町時代後期まで、当地の地頭であった酒井氏が支配していた。酒井氏は明智光秀の丹波平定において戦い、その後没落した。
- 1955年（昭和30年）4月15日 - 味間村・城南村・古市村・大山村が合併して発足。
- 1999年（平成11年）4月1日 - 今田町・篠山町・西紀町と合併して篠山市が発足。同日丹南町廃止。

## 交通

### 鉄道路線
西日本旅客鉄道 福知山線 草野駅 - 古市駅 - 南矢代駅 - 篠山口駅 - 丹波大山駅

### 道路
- 国道176号
- 国道372号
- 兵庫県道36号西脇篠山線
- 兵庫県道140号長安寺篠山線
- 兵庫県道299号大沢新東吹線
- 舞鶴自動車道
  - 丹南篠山口インターチェンジ

## 名所・旧跡・観光スポット・祭事・催事
- 栗栖野城

丹波茶が名産。

## 出身有名人
- 酒井信政（栗栖野城主）
- 酒井氏治（戦国武将）
- 酒井氏武（戦国武将）
- 酒井氏盛（戦国武将）
- 波多野秀香（戦国武将）
- 本庄繁（大日本帝国陸軍大将）
- 平野零児（作家）
- 瀬戸亀男（政治家）
- 中林雅（生物学者、広島大学大学院准教授）

## ゆかりのある有名人
- 田中邦裕（実業家、さくらインターネット代表取締役社長）